# A2 stereo
A2 stereo er et analogt tv-lydsystem, som nu er forældet. Det blev benyttet i Tyskland og Østrig.
I det meste af Europa bliver det analoge tv-signal udsendt med PAL-systemet og stereolyden digitalt med NICAM; Danmark benyttede også PAL/NICAM-systemet frem til år 2010, hvor både billede og lyd blev helt digitaliseret, først med det nu forældede MPEG-2-format, der siden er erstattet af MPEG-4.
| Anime eller manga | Spire Denne artikel om medie og kommunikation er en spire som bør udbygges. Du er velkommen til at hjælpe Wikipedia ved at udvide den. |